# Tobias Wolff
Tobias Jonathan Ansell Wolff (Birmingham, Alabama, Estats Units, 19 de juny de 1945), escriptor estatunidenc de ficció i memòries, especialista en relats breus, tot i que també és autor de novel·les. Se'l sol vincular al corrent literari anomenat realisme brut.

## Obres[4]

### Novel·les
- Ugly Rumours (1975) ISBN 0048231177
- The Barracks Thief (1984) (novella) ISBN 0-88001-049-5
- Old School (2003) ISBN 0-375-40146-6. [La vella escola. Traducció al català d'Ernest Riera, La Magrana, col. Les ales esteses, 184, 2005].

### Reculls de relats
- In the Garden of the North American Martyrs (1981) ISBN 0-88001-497-0
- Hunters in the Snow (1981)
- Back in the World (1985)
- The Collected Short Stories ISBN 0-7475-3153-6
- The Night in Question (1997) ISBN 0-679-78155-2
- Our Story Begins: New and Selected Stories (2008) ISBN 978-1-4000-4459-7

### No ficció
- This Boy's Life (1989), memòries sobre la seva infantesa als anys 1950s ISBN 0-8021-3668-0
- In Pharaoh's Army (1994), memòries sobre al seva experència coma soldat a la Guerra del Vietnam. ISBN 0-679-76023-7

## Premis i reconeixements
- 1985 PEN/Faulkner Award for Fiction per The Barracks Thief
- 1989 Whiting Award f
- 2006 PEN/Malamud Award (co-guanyador)
- 2008 The Story Prize
- 2014 Stone Award for Lifetime Literary Achievement, Oregon State University